# 黄庙
莫干山72号又名莫干山讲经堂、莲社、黄庙，位於浙江省湖州市德清縣莫干山景區境內，原瀑布路与莫干山路路口。
莫干山讲经堂由张静江、黄郛等人发起，建于1935年至1936年，供上山避暑的佛教信徒使用，建筑面积254平方米。这是一所中国古典宫殿式建筑风格的佛教庙宇。。
2006年5月，莫干山72号作为莫干山別墅群的一部分，被國務院列為第六批全國重點文物保護單位。

## 外部連結
- 莫干山